# Vousák zejkozobý
Vousák zejkozobý (Semnornis frantzii) je druh ptáka z čeledi Semnornithidae. České druhové jméno dostal podle svého krátkého zobáku s klínovitým zakončením podobně jako zejozob africký. Je jediným vousákovitým ptákem, u kterého se vyvinul tento krátký tvar zobáku.

## Areál rozšíření
Jeho domovem je Panama a Kostarika. Upřednostňuje lesy na svazích a také využívá starší sekundární lesy, lesní hrany a přilehlé pastviny. Převážně žije ve středních a dolních oblastech stromu, ale jen velmi zřídka přichází na zem. Během období rozmnožování se obvykle pozoruje v párech, mimo období rozmnožování, v malých skupinách asi pěti jedinců. Jako místo odpočinku občas využívá stará opuštěná hnízda a dutiny jiných ptáků.

## Popis
Vousák zejkozobý má průměrnou hmotnost asi 67 gramů. Samci mají délku křídla 8,3 až 9,7 cm. Délka ocasu je 5,7 až 6,8 cm. Zobák má délku mezi 1,7 a 2,1 cm. Samice mají podobné rozměry těla.
Samci jsou černě zbarveni kolem zobáku. Jinak jsou na čele, na hlavě a na tvářích hnědaví olivoví. Ve středu krku mají podlouhlé úzké, lesklé černé peří. Horní část těla je jinak tmavě olivová. Křídla jsou na horní straně hnědé olivová, na spodní straně jsou slabě nažloutlá. Krk a hrudník jsou nažloutlé až olivově hnědé. Boky těla jsou světle šedé, stehna jsou olivová. Ocas a spodek břicha jsou nažloutlé bílé. Velmi silný zobák je špičatý. Barva zobáku je stříbřitě šedá až modrozelená. Oči jsou červené až červenohnědé. Samice jsou podobné samcům, ale postrádají černou čepičku na krku. Mladí ptáci jsou zbarvení matněji.

## Potrava
Potrava se skládá hlavně z ovoce a bobulí. Bobule příležitostně žvýká pomalu a spolkne pouze šťávu a vymačkanou dužninu odhodí. Živí se nektarem, lístečky a během hnízdní sezony i hmyzem.

## Hnízdění
Hnízdí v dutinách stromů. Párování začíná v únoru a březnu. V této době dochází v malých skupinách k stále agresivnějším střetům. Pár vytesává hnízdní dutinu v mrtvém dřevě ve výškách od 3,5 do 18 metrů nad zemí. Obě pohlaví se stejně podílejí na stavbě dutiny. Vchod do dutiny má průměr asi 4,8 centimetrů, úzký vchod vede vodorovně až do 7,6 cm v mrtvém dřevě a teprve potom se rozšiřuje. Jakmile je hnízdo dokončeno, pár přespává v dutině.
Vejce samice klade krátce po dokončení hnízdní dutiny. Snůška se skládá ze čtyř až pěti vajec. Ty mají bílou lesklou skořápku. Na vejcích sedí oba rodiče po dobu asi 14 až 15 dní. Nově vylíhnutá mláďata jsou zpočátku nahá a slepá. Rodiče je na začátku krmí hmyzem. Po prvním týdnu života dominuje ovoce ve stravě.